# Filozofija jezika
Filozofija jezika je grana filozofije koja proučava prirodu jezika, njegovo podrijetlo i uporabu.
Unutar analitičke filozofije promatraju se četiri glavna problema: značenje, uporaba jezika, kognitivna lingvistika i veza između jezika i stvarnosti. Kontinentalna filozofija ne promatra međutim filozofiju jezika kao zasebnu granu već prije dijelom logike, povijesti ili politike.
Američki filozof Charles Sanders Peirce je poznat kao osnivač pragmatizma. Njemu se pripisuje i razvoj znanosti o simbolima i znakovima, semiotika, koja je također podkategorija njegovog pragmatizma.
Da je filozofija jezika važna za analitičku filozofiju se podrazumjeva jer se smatra da bi se filozofski problemi prvo trebali razjasniti analizom jezika. Filozofi poput Fregea, Russella i Wittgensteina posvetili su zato puno vremena logičkim temeljima za jednu takvu analizu.
Filozofija svakodnevnog jezika je dio filozofije jezika koja proučava svakodnevni jezik i koja nastoji proučiti prirodu samog jezika kao i želju da uz pomoć znanja o funkcijama svakodnevnog jezika dobiju odgovori i na neke druge filozofske probleme poput morala i metafizike. Važni predstavnicu su J.L. Austin i H. Paul Grice.
Filozofija jezika unutar kontinentalne filozofije vodi podrijetlo od Ferdinanda de Saussure čiji projekt prema nekima pokazuje veliku sličnost s Fregeovim. Filozofi kontinentalne filozofije Edmund Husserl, Martin Heidegger i Jacques Derrida vsmatraju se važnim u okvirima filozofije jezika.